# 欒鍼
欒鍼（？—前559年），姬姓，栾氏，名鍼，是栾书的儿子，栾黡的弟弟，春秋时期晋国车右。

## 麻隧之战
前578年五月初四，晋军率领诸侯的军队和秦军在麻隧作战，栾鍼担任车右。秦军大败，秦国的成差和不更女父被俘。

## 鄢陵之战
前575年六月二十九日，晋楚在鄢陵交战，欒鍼担任晋厉公的车右。晋军军营前方有泥沼，于是晋军都或左或右地避开泥沼，栾氏、范氏领着他们私族部属左右护卫着晋厉公前进。前行中，晋厉公的战车陷在泥沼里，中军将栾书打算将晋厉公装载在自己的战车上，欒鍼对父亲说：“栾书退下去！国家有大事，你怎么能一人专揽？侵犯别人的职权，这是冒犯；丢弃自己的职责，这是怠慢；离开自己的部下，这是扰乱。有三件罪名，不能违犯。”欒鍼随后掀起晋厉公的战车脱离泥沼。
战斗中，欒鍼见到楚国令尹子重的旌旗，向晋厉公请求说：“楚国人说那面旌旗是子重的旗号，当初下臣出使到楚国，子重问起晋国的勇武表现在哪里，下臣回答说：‘喜好整齐，按部就班。’子重问：‘还有什么？’下臣回答说：‘喜好从容不迫。’现在两国交兵，不派遣行人，不能说是按部就班；临到事情而不讲信用，不能说是从容不迫。请国君派人替我给子重进酒。”晋厉公答应了，派遣行人拿着酒器奉酒，到了子重那里，说：“我国国君缺乏使者，让栾鍼执矛侍立在他左右，因此不能犒赏您的从者，派我前来代他送酒。”子重说：“欒鍼他老人家曾经跟我在楚国说过一番话，送酒来一定是这个原因。他的记性真好。”子重接过酒一饮而尽，不留难使者，重新击鼓。这就是成语“好整以暇”的来源。

## 迁延之役
前559年夏，晋国召集十二个诸侯国的兵力进攻秦国，以报复栎之战，最终却无功而返。欒鍼说：“这次战役，是为了报复栎之战的战败。作战又没有功劳，这是晋国的耻辱。我家兄弟俩都在兵车上，哪能不感到耻辱呢？”他便和士鞅冲入秦军中间，最终欒鍼战死，士鞅回来了。栾黡对士匄说：“我的兄弟不想去的，是你儿子叫他去。我的兄弟战死，你的儿子却回来了，这是你的儿子杀了我的兄弟。如果不赶走他，我要杀死他。”士鞅只好逃亡到秦国。